# Лазе при Домжалах
Лазе при Домжалах (словен. Laze pri Domžalah) су насељено место у општини Домжале, Средњесловенска регија, Словенија.

## Историја
До територијалне реорганизације у Словенији биле су у саставу старе општине Домжале.

## Становништво
У попису становништва из 2011. године, Лазе при Домжалах су имале 27 становника.
| Број становника према пописима | Број становника према пописима | Број становника према пописима |
| ------------------------------ | ------------------------------ | ------------------------------ |
| 1991                           | 2002                           | 2011                           |
| 23                             | 25                             | 27                             |

Напомена: До 1955. исказивано под именом Лазе.

## Галерија
- сеоски детаљ
- пут